# Luchtdrukvibrator
Een luchtdrukvibrator is een type vibrator dat gebruik maakt van pulserende luchtdrukgolven om de clitoris te stimuleren, in plaats van de traditionele vibraties. Deze technologie biedt een andere vorm van stimulatie en heeft daardoor aanzienlijke populariteit verworven, vooral onder vrouwen die op zoek zijn naar een nieuwe sensatie of moeilijker een orgasme kunnen bereiken.

## Geschiedenis
De luchtdrukvibrator werd geïntroduceerd in 2014 als een innovatief alternatief voor de meer traditionele vibrators. De technologie werd ontwikkeld om de clitoris te stimuleren door middel van luchtdrukpulsaties, wat resulteerde in een gevoel dat door veel gebruikers als bijzonder aangenaam en intens wordt ervaren. Het apparaat werd al snel populair na de introductie van het merk Womanizer, dat de eerste luchtdrukvibrator op de markt bracht. De introductie van dit apparaat zorgde voor een verschuiving in de manier waarop vrouwen hun seksuele gezondheid en genot benaderden. Na het succes van de Womanizer kwamen andere merken, zoals Satisfyer, met vergelijkbare modellen, wat de populariteit van luchtdrukvibrators verder deed toenemen.

## Werking
Luchtdrukvibrators werken door middel van luchtdrukgolven die de clitoris stimuleren. In plaats van trillingen, zoals bij traditionele vibrators, zorgen de luchtdrukpulsaties voor een vacuüm effect, waarbij de clitoris zachtjes naar binnen wordt gezogen en weer losgelaten. Dit kan een uniek en intens gevoel geven, dat door veel gebruikers als bijzonder bevredigend wordt ervaren. De luchtdruk kan in verschillende snelheden en intensiteiten worden ingesteld, afhankelijk van het model en de voorkeur van de gebruiker.

## Modellen en variaties
Er zijn verschillende modellen luchtdrukvibrators op de markt, die variëren in vorm, grootte, en intensiteit. De meeste luchtdrukvibrators hebben een opzetkapje, ook wel 'mondje' genoemd, dat over de clitoris wordt geplaatst. Deze mondjes variëren in grootte, vorm en diepte, wat invloed kan hebben op de ervaring. Een kleiner mondje vereist vaak meer precisie om het juiste plekje te vinden, terwijl een groter mondje de luchtdruk beter kan vasthouden, maar meer aandacht vereist om het goed vast te houden. Sommige modellen worden geleverd met meerdere opzetkapjes in verschillende maten, zodat gebruikers kunnen experimenteren en kiezen welk mondje het beste bij hen past.

## Hygiëne
De hygiëne van luchtdrukvibrators is een belangrijk aandachtspunt, vooral omdat de opzetkapjes vaak kunnen worden losgemaakt en vervangen. Hoewel het mondje zelf gemakkelijk gereinigd kan worden, kan het deel waar het mondje op bevestigd is, moeilijker schoon te maken zijn. Het is belangrijk om de luchtdrukvibrator zorgvuldig schoon te maken na elk gebruik en het opzetkapje goed te onderhouden om de hygiëne te waarborgen. Sommige gebruikers kiezen ervoor om extra mondjes aan te schaffen voor hygiënische redenen, hoewel het goed reinigen van het bestaande mondje meestal voldoende is.

## Gebruik
Luchtdrukvibrators zijn ontworpen voor seksueel genot en worden voornamelijk gebruikt door vrouwen om de clitoris te stimuleren. Ze kunnen echter ook door mannen worden gebruikt om bijvoorbeeld de gevoelige gebieden rond de penis of de perineum te stimuleren. In tegenstelling tot traditionele vibrators, bieden luchtdrukvibrators een subtielere en andersoortige stimulatie, die door veel gebruikers als intens en bevredigend wordt ervaren. Vaak wordt een glijmiddel gebruikt in combinatie met de luchtdrukvibrator om het gebruik te vergemakkelijken en de ervaring te verbeteren.

## Bediening
De bediening van luchtdrukvibrators is meestal eenvoudig en bestaat uit een aantal knoppen of een draaiknop om de verschillende snelheden en intensiteiten in te stellen. Bij sommige modellen kunnen de luchtdrukgolven en de vibraties afzonderlijk van elkaar worden aangepast, zodat gebruikers de stimulatie naar wens kunnen regelen.

## Materialen
Luchtdrukvibrators zijn meestal gemaakt van veilige en huidvriendelijke materialen zoals siliconen en ABS-kunststof. Siliconen wordt vaak gekozen vanwege de zachte, lichaamsveilige eigenschappen en het gemak waarmee het gereinigd kan worden.